# Marie Kornelová
Marie Kornelová je literární pseudonym PhDr. Marie Hrubešové (15. února 1909 Chrudim – 27. listopadu 1978 Chrudim), české spisovatelky a překladatelky.

## Život
Narodila se v Chrudimi, její otec byl vrchní soudní rada Josef Hrubeš (1881-1936). Bratr, JUDr. Josef Hrubeš (1898-1943), byl za okupace popraven.
V Chrudimi vystudovala nejprve dívčí lyceum (1922), na které navázala studiem na místním reálném gymnáziu. Středoškolské studium ukončila v roce 1927 a pokračovala ve studiích na Filozofické fakultě Univerzity Karlovy. Titul PhDr získala v roce 1935. Její dizertační práci Máchovy výrazové prostředky k charakteristice osob v románu Cikání vydala svým nákladem filosofická fakulta Karlovy university.
Po vystudování se uplatnila jako středoškolská profesorka, nejprve (od roku 1934) na reálném gymnáziu v Praze; v roce 1935 přešla na obchodní akademii v Chrudimi, kde pracovala až do odchodu do invalidního důchodu v roce 1947.
Mimo svoje povolání se v Chrudimi věnovala ochotnickému divadlu a recitaci. Regionální tisk zaznamenal řadu jejích veřejných vystoupení. Dopisovala si se spisovateli Jaromírem Johnem, Karlem Novým, Helenou Šmahelovou, Vladislavem Vančurou. Zemřela v Chrudimi a byla pochována na místním evangelickém hřbitově.
Osobní fond Marie Hrubešové-Kornelové je uložen v Památníku národního písemnictví.

## Dílo
Pro své dílo používala pseudonym Kornelová, odvozený od jména chrudimského rodáka Viktorina Kornela ze Všehrd.

### Historické romány
- Svatební jízda (Historický román ze 14. století o Elišce Přemyslovně, vydala Družstevní práce, 1941)
- Proměny (Pokračování románu Svatební jízda, vydala Družstevní práce , 1947)
- Trůny milostné i kruté (společné vydání románů Svatební jízda a Proměny, Čs. spisovatel, 1968)

### Tvorba pro děti
- Sova Pálenka (vlastní pokračování knihy Kocourek Sklíčko Gottfrieda Kellera; vydáno společně, překlad G. K. Marie Kornelová, il. Karel Müller, vydala Družstevní práce, Praha, 1947)
- Vendulčiny oříšky (pro předškolní děti, SNDK, 1955 a 1960)
- Nebe, peklo, ráj (il. Vilma Vrbová, SNDK 1967)

### Překlady
Marie Kornelová překládala z němčiny, angličtiny, francouzštiny, slovenštiny a lužickosrbštiny. Mezi významnější překlady patří (v závorce uveden pouze rok prvního vydání):
- Gottfried Keller: Kocourek Sklíčko (spolu s vlastním pokračováním Sova Pálenka, vydala Družstevní práce, Praha, 1947)
- Izrael Potter: Herman Melville (SNKLHU, Praha, 1955)
- Herman Melville: Bílá velryba (překlad spolu s Stanislavem V. Klímou, verše přebásnil Kamil Bednář, il. Rockwell Kent, vydalo SNKLHU, Praha, 1956)
  - V roce 2002 zpracováno v Českém rozhlasu jako patnáctidílná četba na pokračování, připravila: Ilona Janská, čte: Miroslav Středa, režie: Vlado Rusko.[7]
- Eduard Mörike: Mozartova cesta do Prahy (il. Karel Müller, Československý spisovatel, Praha, 1956)
- Charles de Coster: Pověst o Ullenspieglovi (il. Vojtěch Tittelbach, SNKLU, Praha, 1962)
- Jacob a Wilhelm Grimmové: Pohádky o skřítcích (il. Jiří Běhounek, SNDK, Praha, 1964)
- Gustave Flaubert: Tři povídky (il. Hermína Melicharová, Odeon, Praha, 1975)
- Jacob a Wilhelm Grimmové: Pohádky bratří Grimmů (il. Helena Zmatlíková, Albatros, Praha, 1976)[p 2]

## Zajímavost
Obdiv k dílu Marie Kornelové (k románu Svatební jízda) se objevil i v korespondenci dvou osobností české literatury – Jaromíra Johna a Vladislava Vančury – z ledna 1942.

### John Vančurovi
| „ | Přečetl jsem tady Marii Kornelovou a chci Ti gratulovat k tomu velkému objevu kumštýřky slova, děje, dramatičnosti, dialogu, lyričnosti, humoru, kumštýřky, ovládající fundus intructus do mámivé iluzívnosti přímo svědecké, umělkyně, která - aby napsala Svatební jízdu - musí mít za sebou aspoň dvě desítiletí myšlení a broušení umu a pera - slovem, početl jsem si, jak jsem si dávno nepočetl. Sakramenti - to se teď rodí děvčata! Tohle nikdy nebejvalo! Tak tu slečnu - či paní - ode mne pozdrav. Nechť Tě však nepřekvapí, bude -li ta dáma v kalhotech - to se teď obecně nosí. | “ |

### Vančura Johnovi
| „ | Drahý synu, ... v ženských se nevyznáš. S Kornelkou ses taktéž pořezal: Synu, ta dívčina jest!... Učíť v Chrudimě na akademii obchodní. Ach, pod svícnem bývá tma: Zrovna za slatiňanskými heizly leží Athény, Pallasky tam mastějí romány rovnou na ulici a Apollón vo tom neví, Apollón je nezná, Apollón si domýšlí kdoví co, Apollón tahá do věci venkovana z Povltaví! | “ |